# Nikolai Nikolajewitsch Gerhard

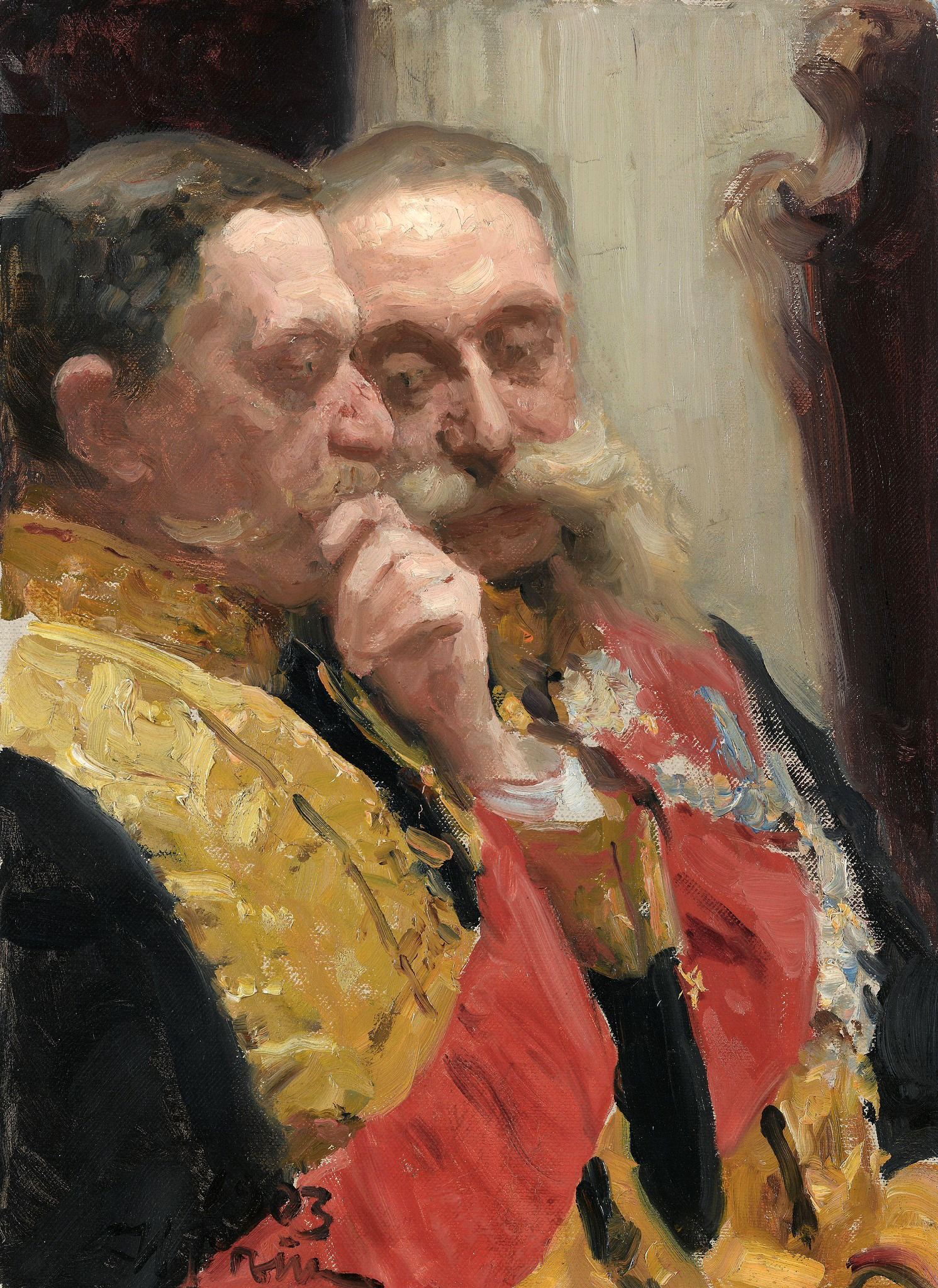
Nikolai Gerhard und Iwan Goremykin, Porträt von Ilja Repin

Nikolai Nikolajewitsch Gerhard (auch: Gerard) (russisch Николай Николаевич Герард; * 21. August 1838 im Gouvernement Mogiljow, Russisches Kaiserreich; † 9. Dezember 1929 im Sanatorium von Halila/Finnland) war ein russischer Jurist. Er war von 1905 bis 1908 russischer Generalgouverneur Finnlands.

## Verwaltungsjurist
Nikolai Gerhards Eltern waren der Gardeoffizier Nikolai Gerard und dessen Frau Helena Piramidov. Er studierte Rechtswissenschaft in Sankt Petersburg. Ab 1861 arbeitete er im russischen Innenministerium; 1866 wechselte er ins Justizwesen. Ab 1876 war Gerhard im russischen Senat tätig; 1887 wurde er Leiter der Senatsabteilung für geodätische Fragen. Ab 1898 war Nikolai Gerhard im Staatsrat tätig. Dort war er zunächst in der Rechtsabteilung beschäftigt, dann in der Abteilung für zivile und kirchliche Angelegenheiten, deren Leiter er später wurde.
Gerhard wurde ein hoher und angesehener Verwaltungsjurist in Russland. Er wird als ein umfassend gebildeter, städtisch geprägter Jurist beschrieben, der sich eng an die Rechts- und Verfassungsordnung hielt.
Nikolai Gerhard wurde für seine Verdienste zum Geheimen Staatsrat ernannt.

## Finnland
Auf Vorschlag des Grafen Witte wurde Nikolai Gerhard Nachfolger Graf Iwan Michailowitsch Obolenskis als zaristischer Generalgouverneur in Finnland. Er hatte das Amt vom 6. Dezember 1905 bis 2. Februar 1908 inne. Von Bedeutung war bereits, dass ein Zivilist und kein Militär das Amt übernahm.
Nikolai Gerhards Amtszeit war generell durch ein schwächer werdendes Zarentum nach dem verlorenen Krieg gegen Japan und der russischen Revolution von 1905 gekennzeichnet.
Besonders nach dem „Großen Streik“ in Finnland (28. Oktober bis 6. November 1905) und Zar Nikolaus’ II. liberalem Novembermanifest vom 4. November 1905 war es Gerhards Aufgabe, die allgemeine Ordnung im Land wiederherzustellen, was Gerhard insgesamt gelang. Der Generalgouverneur suchte dabei die Zusammenarbeit mit dem finnischen Senat. Er ging zweigleisig vor: während einige zuvor entlassene finnische Beamte wieder in ihre Ämter eingesetzt wurden, führte er innerhalb der finnischen Polizei strikte Gesinnungsprüfungen ein.
Wichtige demokratische Reformen setzte die finnische Regierung in diesen Jahren durch: die Einführung eines allgemeinen und gleichen Wahlrechts einschließlich des Frauenwahlrechts im Februar 1906, die grundgesetzliche Verankerung der Meinungs-, Presse-, Versammlungs- und Vereinsfreiheit sowie wichtige soziale Reformen. Die Zeit ging mit der Neuformierung des finnischen Parteienwesens einher. Die Russifizierungs-Bemühungen des früheren Generalgouverneurs Bobrikow führte Nikolai Gerhard nicht weiter und beließ es bei einer ablehnenden Haltung in Detailfragen.

## Emigration
Nach der Revolution in Russland 1917 und der Machtergreifung der Bolschewiki emigrierten Nikolai Gerhard und seine Frau nach Finnland. Dort wurden sie mit offenen Armen aufgenommen. Gerhard starb 1929 in einem Sanatorium in Südkarelien.